# Cosa Nostra (punk együttes)
Cosa Nostra egy svédországi punkegyüttes Mariestadból. 1990-ben alapította Magnus Bjurén és Bonni Pontén akik korábban az Asta Kask rockbanda tagjai voltak. Az első évben az zenekar tagja volt Micke Dahl, aki később a Wolfbrigade énekese lett. További tagok voltak Nicke Bjurén és Svein Lister, akit 1996-ban Peter Andersson váltott fel. A Cosa Nostra először a Rosa Honung (Rózsaszín méz) lemezkiadónál volt leszerződve, de 1998-ban átmentek a Birdnest Records (Madárfészek) kiadóhoz, ahol kiadták a Gudfadern (A keresztapa) című lemezüket. Ebben az évben érkezett meg Jens Atterling a Carpe Diem együttesből. A zenekar 2000-ben feloszlott, Magnus Bjurén a Deny nevű együttesbe távozott.

## Tagok
- Bonni Pontén (gitár, ének)
- Magnus Bjurén (dobok)
- Nicke Bjurén (basszusgitár, ének 1990–98)
- Svein Lister (gitár, ének 1990–96)
- Peter Andersson (gitár, 1996–2000)
- Jens Atterling (basszusgitár, 1998–2000)
- Micke Dahl (gitár, 1990)

## Diszkográfia
- 1992 – Rock Mot Tiden (EP)
- 1993 – Under Ytan (LP)
- 1993 – 1000 dB (bild-maxi)
- 1994 – Eldar
- 1996 – Förlåt mor och far (CD)
- 1996 – Broderskap
- 1999 – Gudfadern

## Fordítás
- Ez a szócikk részben vagy egészben  a   Cosa Nostra (musikgrupp) című svéd Wikipédia-szócikk ezen változatának fordításán alapul.  Az eredeti cikk szerkesztőit annak laptörténete sorolja fel. Ez a jelzés csupán a megfogalmazás eredetét és a szerzői jogokat jelzi, nem szolgál a cikkben szereplő információk forrásmegjelöléseként.